# Козлувко (Мазовецьке воєводство)
Козлувко (пол. Kozłówko) — село в Польщі, у гміні Дробін Плоцького повіту Мазовецького воєводства.
Населення — 34 особи (2011).
У 1975-1998 роках село належало до Плоцького воєводства.

## Демографія
Демографічна структура станом на 31 березня 2011 року:
|          | Загалом | Допрацездатний вік | Працездатний вік | Постпрацездатний вік |
| -------- | ------- | ------------------ | ---------------- | -------------------- |
| Чоловіки | 19      | 1                  | 15               | 3                    |
| Жінки    | 15      | 3                  | 7                | 5                    |
| Разом    | 34      | 4                  | 22               | 8                    |